# Közönséges földipocok
A közönséges földipocok (Microtus subterraneus vagy Pitymys subterraneus) az emlősök (Mammalia) osztályának rágcsálók (Rodentia) rendjébe, ezen belül a hörcsögfélék (Cricetidae) családjába tartozó faj.

## Előfordulása
A közönséges földipocok Közép- és Kelet-Európában főként a hegyekben, középhegységekben és mérsékelten nedves réteken él. Magyarországon sem ritka. Közép-Európában a hegyekben 2000 méteres tengerszint feletti magasságig hatol.

## Megjelenése
Az állat testhossza 7,5-10,5 centiméter, farokhossza 2,5-3,9 centiméter és testtömege 12-20 gramm. Bundája sötétbarna, rendkívül puha, hasi oldala valamivel világosabb vagy szürkésfehér.
|  |

## Életmódja
A közönséges földipocok többnyire éjszaka mozog, de mivel sok táplálékra van szüksége, nappal is lehet látni. A talajközeli növényzetben számos járata van, ezek a föld alá is vezetnek. Ügyesen ás, gyorsan szalad, és meglepően jól ugrik. Mindig a növényzet védelmében mozog. Erős zápor esetén vagy hóhulláskor a föld alatti üregének bejáratát elzárja.

## Szaporodása
Fészkét rendszerint a föld alatt, egy 30-40 centiméter mélyen fekvő lakóüregben készíti mohából, fűszálakból és gyökerekből. Évente akár 9 alkalommal is fial, de általában csak 2-3 kölyköt egy alomban.